# Holger Apfel
Holger Apfel (* 29. prosince 1970 Hildesheim) je německý novinář a bývalý politik, jeden z bývalých předsedů Nationaldemokratische Partei Deutschlands a také šéfredaktor časopisu Deutsche Stimme.
V NPD se angažoval již od 80. let 20. století a v letech 1994–1999 stál v čele její mládežnické organizace Junge Nationaldemokraten. V září 2004 byl zvolen jako lídr kandidátky NPD do Saského zemského sněmu, když jeho strana obdržela 9,2 % hlasů. Na stranické funkce a členství v NDP rezignoval v prosinci 2013 a následně v lednu 2014 na funkci poslance Saského zemského sněmu.